# Ángela Rivas
Ángela Marcela Rivas (* 13. August 1989) ist eine kolumbianische Leichtathletin, die sich auf das Kugelstoßen spezialisiert hat.

## Sportliche Laufbahn
Erste internationale Erfahrungen sammelte Ángela Rivas im Jahr 2006, als sie bei den Jugendsüdamerikameisterschaften in Caracas mit einer Weite von 12,21 m die Bronzemedaille im Kugelstoßen gewann. 2010 gewann sie dann bei den U23-Südamerikameisterschaften, die im Zuge der Südamerikaspiele in Medellín stattfanden, mit 16,33 m die Silbermedaille hinter der Chilenin Natalia Duco und belegte mit 44,43 m den fünften Platz im Diskuswurf. Im Jahr darauf gewann sie mit 16,15 m die Bronzemedaille im Kugelstoßen bei den Südamerikameisterschaften in Buenos Aires hinter Natalia Duco aus Chile und der Brasilianerin Elisângela Adriano. Anschließend gewann sie bei den Zentralamerika- und Karibikmeisterschaften (CAC) in Mayagüez mit 17,12 m die Silbermedaille hinter Cleopatra Borel aus Trinidad und Tobago, ehe sie bei den Panamerikanischen Spielen in Guadalajara mit 16,43 m Rang acht erreichte. 2012 klassierte sie sich mit 16,90 m auf dem fünften Platz bei den Ibero-Amerikanischen Meisterschaften in Barquisimeto und im Jahr darauf wurde sie bei den Südamerikameisterschaften im heimischen Cartagena mit 16,89 m Vierte. 2015 erreichte sie beim Panamerikanischen Sportfestival in Mexiko-Stadt mit 16,21 m den fünften Platz. 
2015 belegte sie bei den Südamerikameisterschaften in Lima mit 16,24 m den sechsten Platz und 2018 nahm sie erneut an den Südamerikaspielen in Cochabamba teil und gewann dort mit 16,80 m die Bronzemedaille hinter der Venezolanerin Ahymará Espinoza und Geisa Arcanjo aus Brasilien. Anschließend belegte sie bei den Zentralamerika- und Karibikspielen in Barranquilla mit 16,73 m den fünften Platz. Im Jahr darauf gewann sie bei den Südamerikameisterschaften in Lima mit 17,10 m die Bronzemedaille hinter Ahymará Espinoza und Geisa Arcanjo und 2021 wurde sie bei den Südamerikameisterschaften in Guayaquil mit 15,85 m Sechste.
In den Jahren 2011, 2018 und 2021 wurde Rivas kolumbianische Meisterin im Kugelstoßen.

## Persönliche Bestleistungen
- Kugelstoßen: 17,53 m, 24. März 2012 in Bogotá
- Diskuswurf: 46,41 m, 19. November 2005 in Cali